# Ninga (Burkina Faso)
Pour les articles homonymes, voir Ninga.
Ninga est une localité située dans le département de Zogoré de la province du Yatenga dans la région Nord au Burkina Faso.

## Géographie
Ninga se trouve à 9 km au nord-est de Zogoré, le chef-lieu du département, et à environ 25 km au sud-ouest du centre de Ouahigouya. La ville est à 4 km à l'est de la route nationale 10 allant de Ouahigouya à Tougan.

## Économie
Village important du département, son économie est liée à l'agriculture et les échanges commerciaux de son marché.

## Santé et éducation
Ninga accueille un centre de santé et de promotion sociale (CSPS) tandis que le centre hospitalier régional (CHR) se trouve à Ouahigouya. L'association française Via Zogoré a financé plusieurs forages dans le village dont celui du CSPS en 2012,.
Ninga possède une école primaire publique et un collège d'enseignement général (CEG).

## Religion
Le village possède deux mosquées et un temple protestant.